# Byňovice
Byňovice byla zaniklá vesnice nalézající se v údolí mezi obcemi Chlum a Neděliště.

## Historie
Byňovice jsou připomínány v písemných pramenech v letech 1382, 1606 a 1628. V berní rule z roku 1654 už nejsou zmiňovány, což značí jejich zánik v průběhu třicetileté války.